# Self-Portrait (film, 1969)
Self-Portrait är en film från 1969 gjord av konstnären Yoko Ono. Filmen består av en 42 minuter lång tagning av en halvt erigerad penis, tillhörande hennes make John Lennon.

## Om filmen
Ono sa i en intervju från 1970 med filmkritikern Philip French att "kritikerna vägrade att ta i filmen". French berättade i en intervju med The Observer 2009 att en visning för pressen hållits på en privat biograf i Mayfair med Ono och Lennon närvarande. Filmens dryga 40 minuter hade känts som en evighet, då hela filmen fokuserar på Lennons erigerade penis, samt att någon sorts klimax nås, då en liten droppe sperma kommer ut.
Filmen premiärvisades på Institute of Contemporary Arts i London 1969, tillsammans med Onos två andra filmer, Rape och Folding. Onos filmer Two Virgins, Smile och Honeymoon visades även de under kvällen.
Ono försökte filma kritikernas reaktioner på filmen vid premiärvisningen vid Mayfair, för att senare använda materialet till en ny film. Filmen skulle då visa kritikernas reaktioner tillsammans med Lennons penis i en så kallad split screen-film. Dock så lyckades inte Onos utrustning att spela in någonting.
Lennon uttalade sig senare om filmens innehåll, och sa: 
| ” | "My prick...that's all you saw. ...but it dribbled at the end. That was accidental. The idea was for it to rise and fall but it didn't". | „ |